# Çò des de Abadia
Çò des de Abadia és una casa de Casau al municipi de Vielha e Mijaran (Vall d'Aran) inclosa a l'Inventari del Patrimoni Arquitectònic de Catalunya.

## Descripció
Çò des d'Abadia és un antic habitatge amb els diversos elements situats a banda i banda del carrer (casa, bordes, hort i corral) i disposats en sentit longitudinal al vessant. La casa és d'estructura quadrangular, amb dues obertures en la planta baixa,dues més en el primer pis, i una "lucana"i una "humenèja" que emergeixen en "l'humarau". La coberta piramidal, de quatre aigües, fou resolta amb encavallades de fusta i un llosat de pissarra. La peça més remarcable és el portal d'accés, de fàbrica, amb els carreus disposats de llarg i de través imitant bases, fust i capitells, i una llinda que duu gravada la següent inscripció : A.B//1885